# Forchhammeria hintonii
Forchhammeria hintonii là một loài thực vật có hoa trong họ Capparaceae. Loài này được Paul G.Wilson mô tả khoa học đầu tiên năm 1958.